# Donavan Grondin
Donavan Vincent Grondin (Saint-Pierre, 26 september 2000) is een Frans baan- en wegwielrenner uit het overzees departement Réunion. Grondin rijdt sinds 2020 voor de Franse ploeg Arkéa-Samsic.

## Palmares

### Baanwielrennen
| Jaar     | NK                                                    | EK                                  | WK                            | Overig                                  |
| Junioren | Junioren                                              | Junioren                            | Junioren                      | Junioren                                |
| -------- | ----------------------------------------------------- | ----------------------------------- | ----------------------------- | --------------------------------------- |
| 2017     | afvalkoers                                            |                                     |                               |                                         |
| 2018     |                                                       |                                     | omnium · ploegenachtervolging |                                         |
| Beloften |                                                       |                                     |                               |                                         |
| 2019     |                                                       | omnium · koppelkoers                |                               |                                         |
| Elite    |                                                       |                                     |                               |                                         |
| 2019     | omnium · koppelkoers · ploegenachtervolging · scratch |                                     |                               | WB Glasgow: koppelkoers                 |
| 2020     |                                                       |                                     |                               | WB Milton: · ploegkoers                 |
| 2021     |                                                       |                                     | scratch                       | OS: ploegkoers Fiorenzuola              |
| 2022     |                                                       | omnium · koppelkoers                | koppelkoers                   | Aigle: · omnium · koppelkoers · scratch |
| 2023     | koppelkoers · omnium · puntenkoers                    | koppelkoers · puntenkoers · scratch |                               |                                         |
| 2024     | koppelkoers                                           | koppelkoers                         |                               |                                         |

### Wegwielrennen
2018
 Frans kampioen op de weg, Junioren
 Frans kampioenschap tijdrijden, Junioren

### Resultaten in voornaamste wedstrijden
| Jaar | Ronde van Italië | Ronde van Frankrijk | Ronde van Spanje |
| ---- | ---------------- | ------------------- | ---------------- |
| 2020 |                  |                     |                  |
| 2021 |                  |                     |                  |
| 2022 |                  |                     |                  |
| 2023 |                  |                     |                  |
| 2024 | 119e             |                     |                  |
| 2025 |                  |                     |                  |

| Jaar | Gent-Wevelgem | Ronde van Vlaanderen | Parijs-Roubaix | Amstel Gold Race | Parijs-Tours |
| ---- | ------------- | -------------------- | -------------- | ---------------- | ------------ |
| 2020 |               |                      |                |                  | 76e          |
| 2021 |               |                      |                |                  | 101e         |
| 2022 |               |                      |                |                  |              |
| 2023 |               |                      |                |                  |              |
| 2024 |               | opgave               | 82e            |                  |              |
| 2025 | opgave        |                      |                | opgave           |              |

## Ploegen
- 2020 –  Arkéa-Samsic
- 2021 –  Arkéa-Samsic
- 2022 –  Arkéa-Samsic
- 2023 –  Arkéa-Samsic
- 2024 –  Arkéa-B&B Hotels
- 2025 –  Arkéa-B&B Hotels

Anacona · Barguil · Bonnamour · Boudat · Bouet · Bouhanni · Declercq · Delaplace · Gesbert · Grondin · Guernalec · Hardy · Jarrier · Le Roux · Ledanois · Louvel · McLay · Noppe · Owsian · Pichon · D. Quintana · N. Quintana · Riou · Rosa · Russo · Swift · Vachon · Welten · Lecamus-Lambert (stagiair) · Vauquelin (stagiair)
Anacona · Barguil · Barré (vanaf 1/8) · Bouet · Bouhanni · Capiot · Declercq · Delaplace · Edet · Flórez · Gesbert · Grondin · Guernalec · Guglielmi · Hardy · Hofstetter · Ledanois · Louvel · McLay · Noppe · Owsian · Pajur · Pichon · D. Quintana · N. Quintana · Ries · Riou · Russo · Swift · Vauquelin · Verre · Clynhens (stagiair) · Costiou (stagiair) · Thierry (stagiair)
Barguil · Barré · Biermans · Bouet · Bouhanni · Capiot · Champoussin · Costiou · Dekker · Delaplace · Démare (vanf 1/8) · Edet · Gesbert · Grondin · Guernalec · Guglielmi · Hofstetter · Le Berre · Ledanois · Louvel · McLay · Mozzato · Owsian · Pichon · Ponomar (tot 31/7) · Ries · Riou · Rodríguez · Russo · Vauquelin · Verre · Dauphin (stagiair) · Gillet (stagiair) · Tjøtta (stagiair)
Albanese · Barré · Biermans · Capiot · Champoussin · Costiou · Dekker · Delaplace · Démare · García Pierna · Gesbert · Grondin · Guernalec · Guglielmi · Huys · Le Berre · Ledanois(tot 15/8) · Louvel · McLay · Mozzato · Owsian · Ries · Riou · Rodríguez · Scotson · Sénéchal · Thierry (vanaf 1/9) · Vauquelin · Venturini · Verre
Biermans · Capiot · Costiou · Delaplace · Démare · Epis · García Pierna · Gesbert · Grondin · T. Guernalec · V. Guernalec · Guglielmi · Huys · Le Berre · Lozouet · Mozzato · Ries · Rodríguez · Rouland · Scotson · Sénéchal · Svestad-Bårdseng · Thierry · Tjøtta · Vauquelin · Venturini · Verre